# Eokingdonella changtunica
Eokingdonella changtunica är en insektsart som beskrevs av Yin, X.-c. 1984. Eokingdonella changtunica ingår i släktet Eokingdonella och familjen gräshoppor. Inga underarter finns listade i Catalogue of Life.